# 페르세스 (티탄)
페르세스(Πέρσης, Perses)는 그리스 신화에 등장하는 남신으로서 티탄이다. 티탄 크리오스와 에우로비아의 자식이며, 아스트라이오스·팔라스의 형제이다.
페르세스는 코이오스와 포이베의 딸 아스테리아와 결혼하여 딸 헤카테를 낳았다.

## 같이 보기
- 아테나
- 페르세스 (아이에테스의 형제)

## 참고 문헌
- 아포로드로스 「그리스 신화」고우즈 하루시게 역, 이와나미 문고 (1953년)
- 헤시오도스 「신통기」히로카와 요이치 역, 이와나미 문고(1984년)